# Prunarolo
Prunarolo è un borgo situato nella medio-alta valle del fiume Reno, frazione del comune di Vergato, in provincia di Bologna della regione Emilia-Romagna. Con una popolazione di circa 101 abitanti il paese si trova a 550 m s.l.m. ed è attraversato dalla Strada provinciale che da Tabina porta a Cereglio e Tolè, paesi del comune di Vergato e Rodiano, paese del comune di Valsamoggia. Dista circa 7 km da Vergato e 2 km da Cereglio e si trova praticamente sulla strada che collega la Valle del Reno con la Valle Samoggia .
La frazione è dominata da una torre due-trecentesca detta "Torre di Prunarolo". 
Il nome deriva dal latino prunus, per i frutteti della zona.